# Champlitte
Champlitte – miejscowość i gmina we Francji, w regionie Burgundia-Franche-Comté, w departamencie Górna Saona.
Według danych na rok 1990 gminę zamieszkiwało 1906 osób, a gęstość zaludnienia wynosiła 15 osób/km² (wśród 1786 gmin Franche-Comté Champlitte plasuje się na 78. miejscu pod względem liczby ludności, natomiast pod względem powierzchni na miejscu 1.).